# Giovanni Battista Viotti
Giovanni Battista Viotti, noto anche come Giovambattista Viotti o Giovan Battista Viotti o Alfredo Vincenzo o Alberto Fabrizio (Fontanetto Po, 12 maggio 1755 – Londra, 3 marzo 1824), è stato un compositore e violinista italiano.
In suo onore si svolgono ogni anno, a Vercelli, dal 1950 il Concorso internazionale di musica G.B. Viotti e dal 1998 il Viotti Festival.

## Biografia

### La formazione piemontese

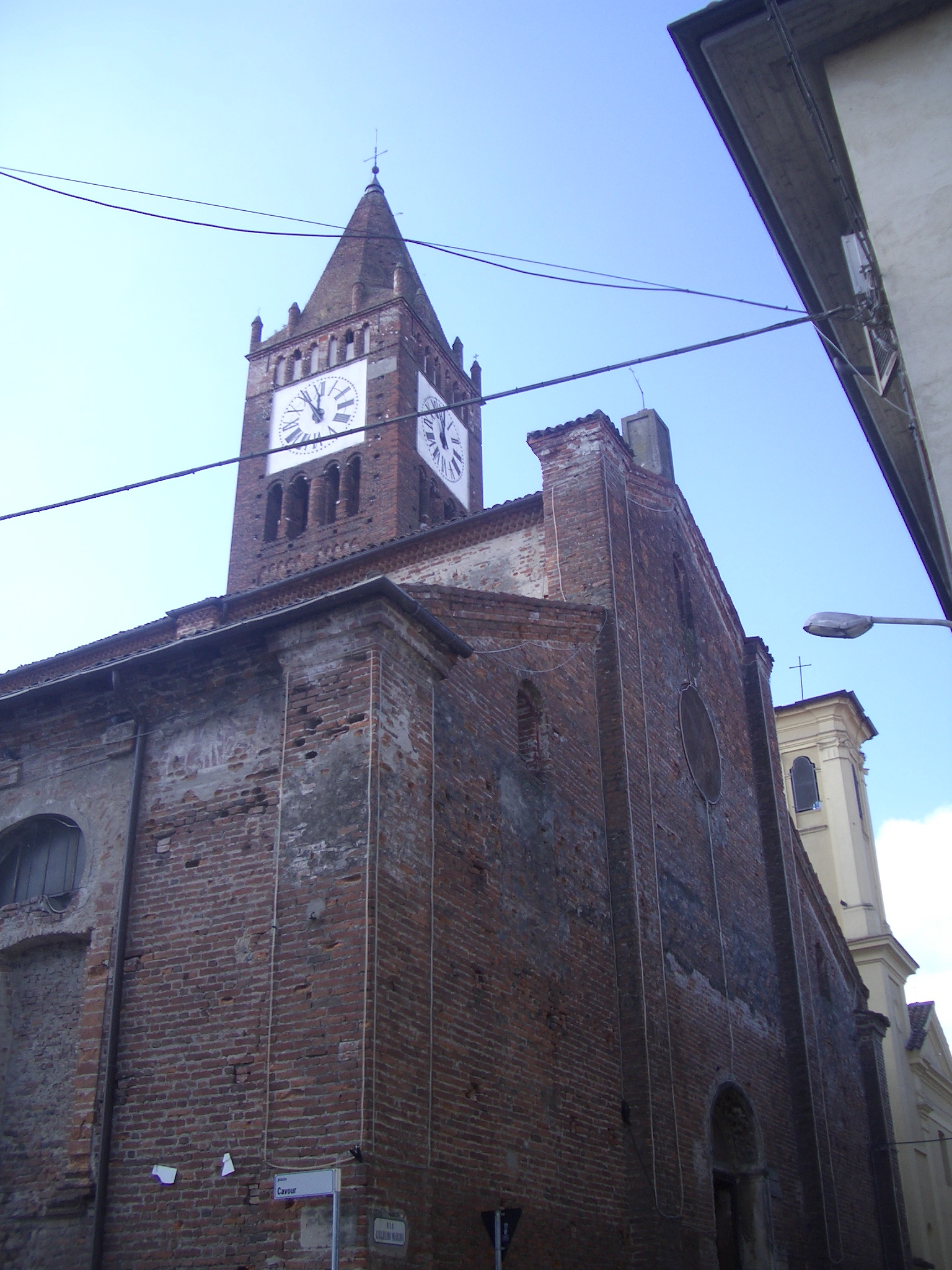
La chiesa parrocchiale di Fontanetto Po, dove Giovan Battista Viotti fu battezzato

Violinista italiano, compositore e impresario teatrale, nacque nel 1755 da una famiglia di umili origini a Fontanetto Po, nella parte piemontese dell'allora Regno di Sardegna. Il piccolo Giovanni Battista ebbe modo di manifestare presto il proprio talento musicale, stimolato dall'interesse per la musica del padre, Felice Viotti, sposato con Maddalena Milano. Questi faceva il fabbro ferraio ma si dilettava a tenere serate musicali in casa, dove suonava il corno da caccia, e aiutò Giovanni Battista nei primi decisivi anni di formazione. Condotto nel 1766 da un certo signor Giovanni Pavia a suonare per una festa religiosa a Strambino (o Ivrea), fu notato dal vescovo, monsignor Francesco Rorà, che gli consigliò di trasferirsi a Torino per studiare presso la casa della Marchesa di Voghera.

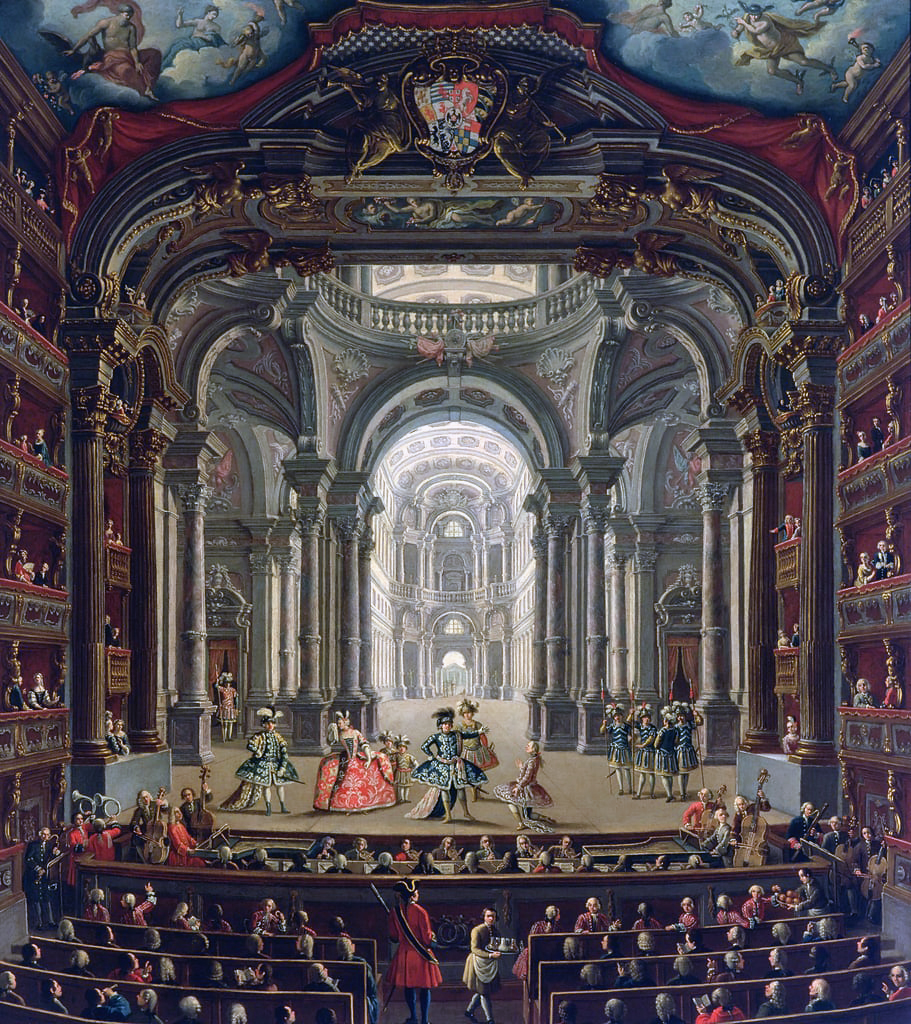
Il Teatro Regio di Torino nel '700

 Qui fu preso sotto la protezione del figlio della Marchesa, il principe Alfonso Dal Pozzo della Cisterna, che affidò l'educazione musicale del giovane Giovanni Battista dapprima al violinista Celoniati (probabilmente Carlo Antonio) e successivamente a Gaetano Pugnani. Quest'ultimo, allievo di Giovanni Battista Somis, erede della tradizione violinistica italiana risalente ad Arcangelo Corelli, fu nominato primo violino della cappella di corte nel 1770, ricoprendo per contratto anche l'incarico di primo violino e direttore dell'orchestra del Teatro Regio. Riconosciuto come unico suo maestro dallo stesso Viotti, Pugnani trasmise un'importante eredità culturale al giovane Giovanni Battista, soprattutto per la predilezione per un trattamento particolarmente espressivo del violino. Si pensa che in seguito il giovane Viotti abbia proseguito la sua formazione da autodidatta, prevalentemente nella composizione, poiché si separerà dal suo maestro principale Pugnani in via definitiva nel 1781. Il primo incarico professionale di Viotti risale alla stagione 1773-1774, in cui compare tra i violini dell'orchestra del Teatro Regio; due anni dopo, il 27 dicembre 1775, venne assunto come «soprannumerario» nell'orchestra di corte e fu confermato il marzo successivo. Durante il periodo torinese Viotti tenne probabilmente numerose accademie private, anche se la prima testimonianza risale al 1778, secondo una recensione della Gazzetta di Torino.

### I viaggi in Europa

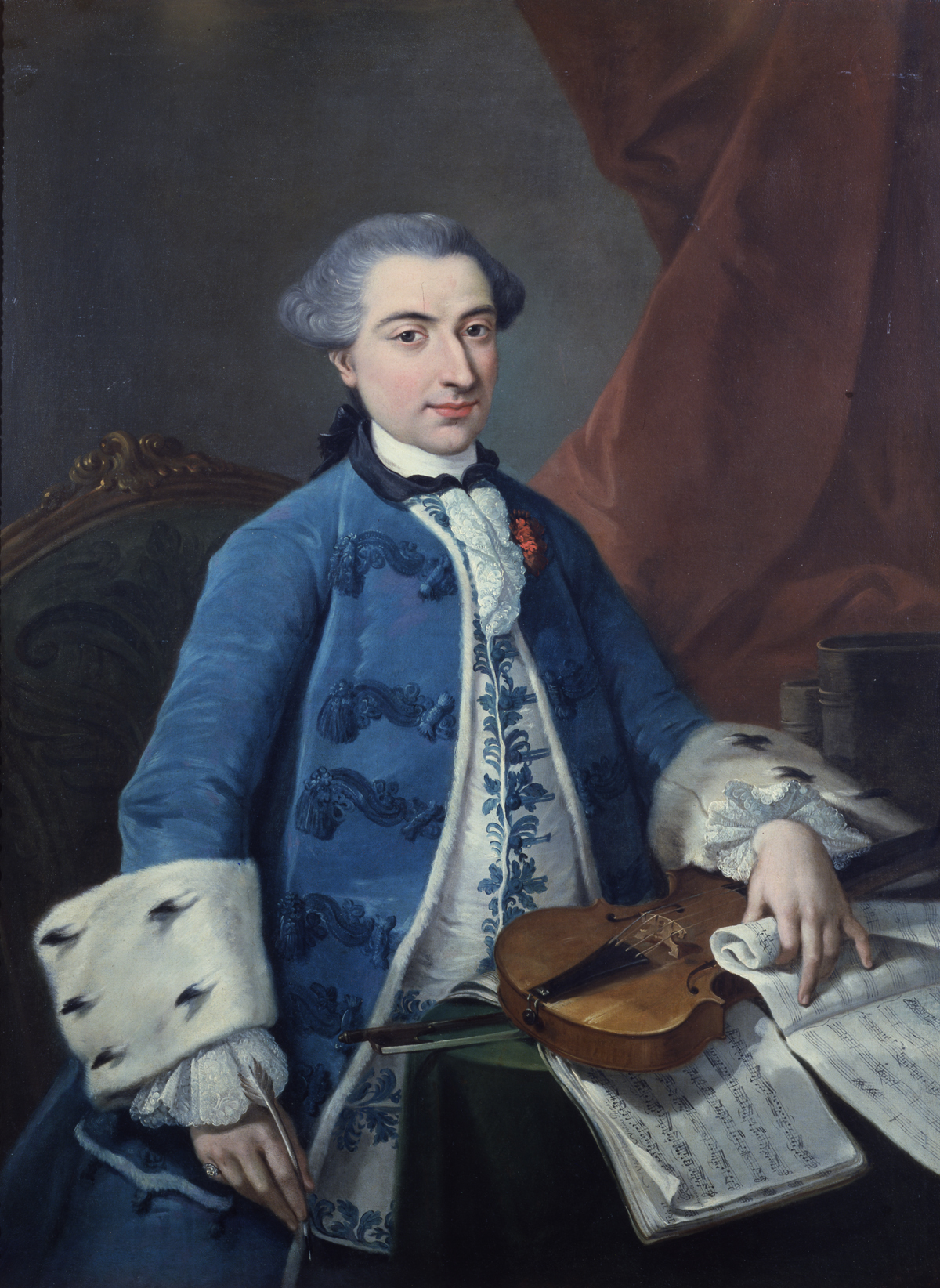
Gaetano Pugnani, maestro di Viotti

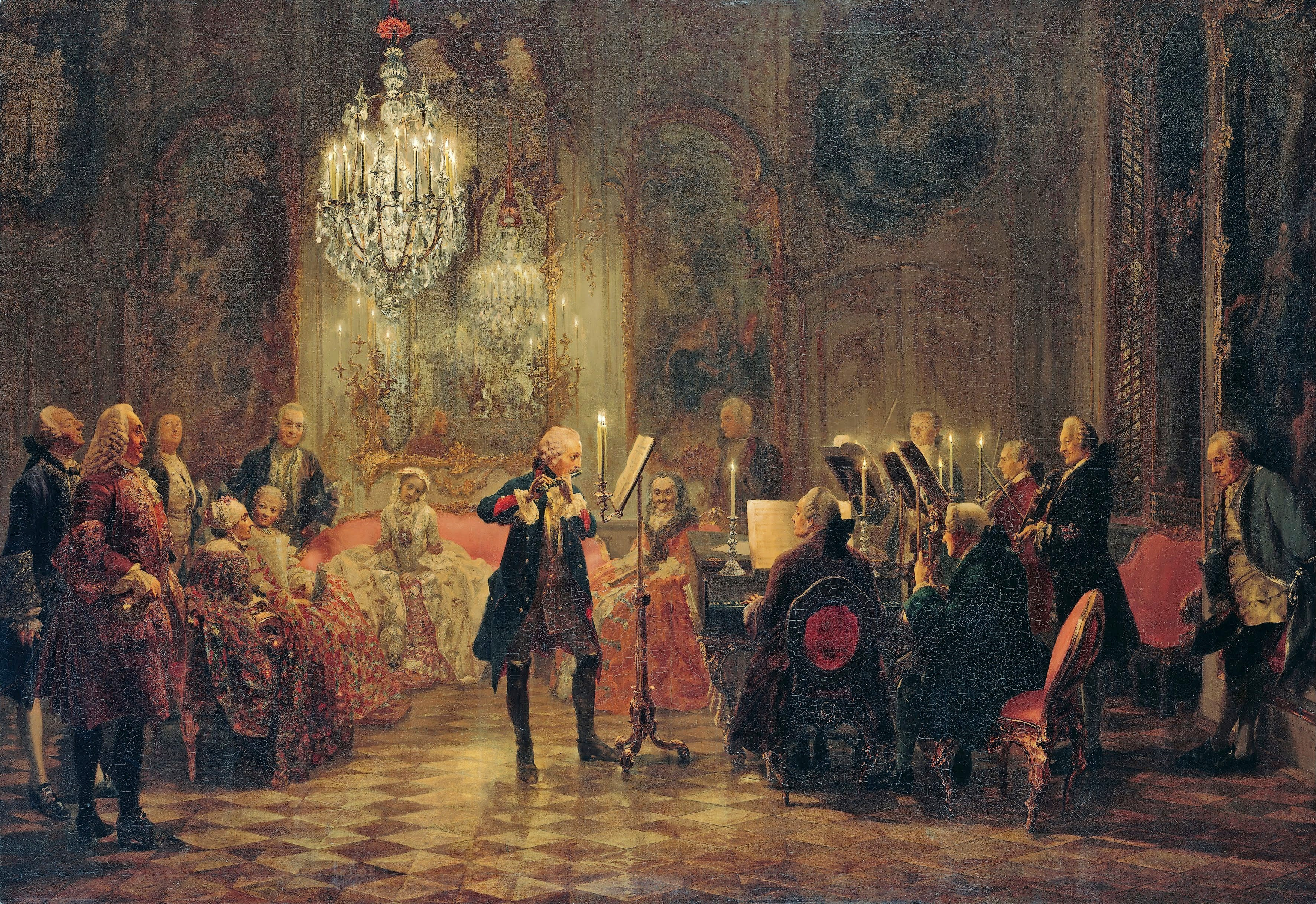
Federico II di Prussia al flauto

Il basso stipendio ricevuto alla Cappella Reale e la volontà di «forgiare sempre più il [...] talento» probabilmente lo indussero a intraprendere nel 1780 una tournée europea al fianco di Pugnani, suonando dapprima a Ginevra e Berna. I concerti tenuti in Svizzera e la fama ottenuta stimolarono Viotti a proseguire il viaggio, esibendosi a Dresda presso il Principe elettore di Sassonia Federico Augusto III, e a Berlino, nell'aprile 1780, al cospetto di Federico II e del principe Federico Guglielmo, con il quale ebbe «l'onore [...] di far musica sovente». Dopo Berlino ritroviamo Viotti in Polonia, presso Stanislao II Augusto Poniatowski, e a San Pietroburgo, dal gennaio 1781 per quasi dieci mesi, durante i quali si esibisce a corte, al cospetto di Caterina II, e in concerti pubblici. Una breve tappa a Berlino consentì a Viotti di dare alle stampe il suo primo concerto per violino in La maggiore, poi ripubblicato a Parigi come No. 3; questa tappa segnò la sua separazione definitiva da Pugnani, che seguì la via di Torino mentre Viotti si avviò verso Parigi.

### Il primo periodo parigino

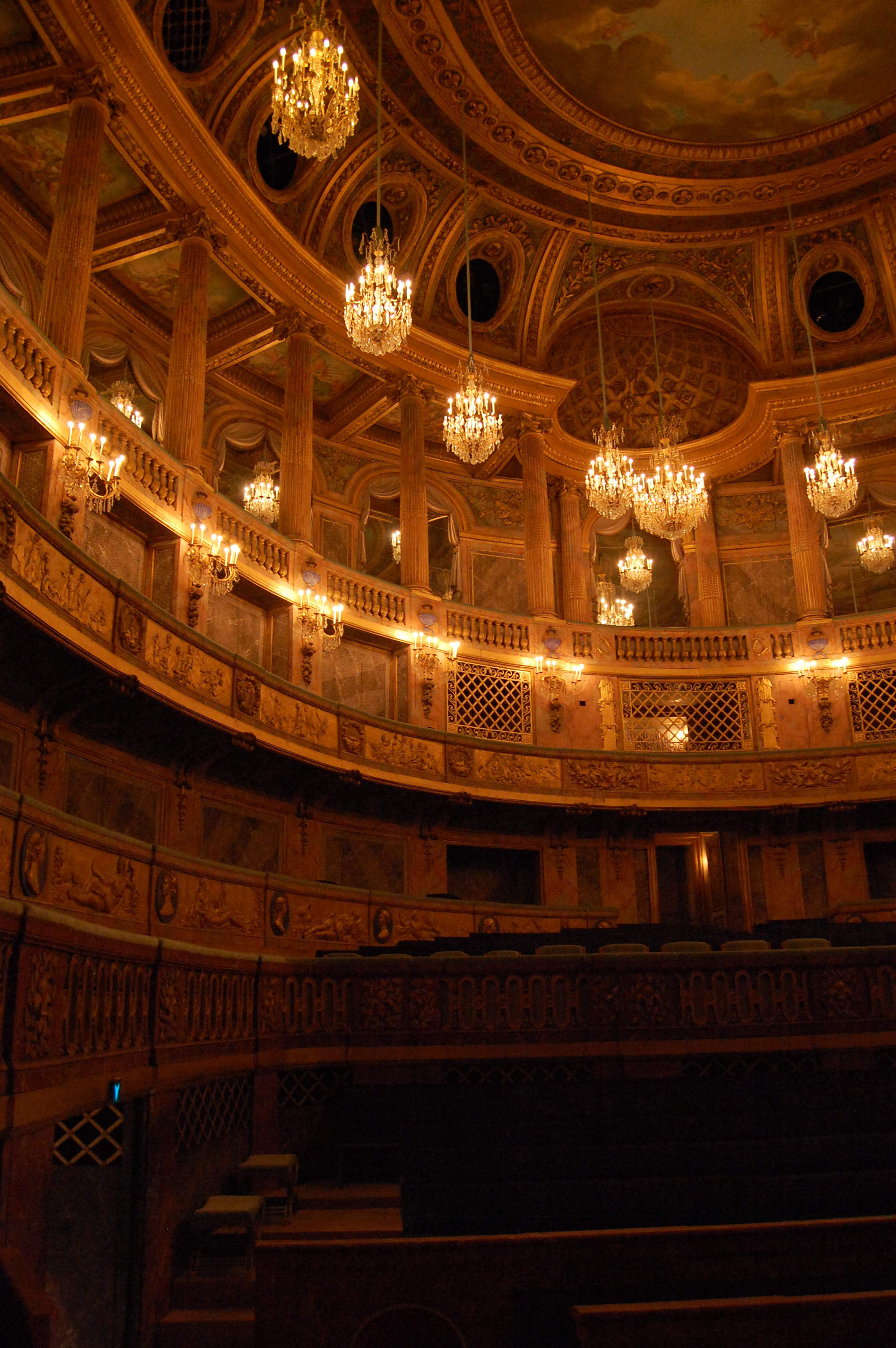
La sala del Teatro della Reggia di Versailles, fatta costruire dal re Luigi XVI

In virtù di una forte stabilità del sistema produttivo in mano al re, Parigi vantava un'attività operistica continuativa, un florido mercato editoriale e un'ampia attività concertistica, pubblica e privata. Tali ragioni spinsero moltissimi musicisti stranieri a raggiungere la capitale. In particolare i violinisti italiani (Antonio Bartolomeo Bruni, Felice Giardini, Gaetano Pugnani, Giuseppe Cambini, Giovanni Mane Giornovichi, ecc.) trovarono un ambiente particolarmente sensibile e ricettivo, e Viotti, grazie alle sue formidabili qualità di concertista e di compositore, non fece fatica a imporsi come la personalità violinistica dominante. Inserito probabilmente nel circuito concertistico dal Baron de Bagge, noto violinista amatore, Viotti apparve per la prima volta al Concert Spirituel il 17 marzo 1782, ottenendo un grandissimo successo, e per due stagioni vi suonò ben ventisette volte, non mancando di tenere accademie private e concerti "au benefice de...", fino al ritiro definitivo dall'agone pubblico nel settembre 1783. Sempre nel 1782 fu iniziato in Massoneria nella Loggia parigina Saint-Jean d'Écosse. In questa situazione conobbe il violoncellista Jean-Louis Duport, sulla cui tecnica dell'archetto egli ebbe grande influenza. Forse una maggiore sicurezza economica o la volubilità del pubblico parigino lo spinsero a dedicarsi all'attività esecutiva negli ambienti privati e a corte; diresse l'orchestra del principe di Rohan-Guémenée e probabilmente quella del principe di Soubise, per poi entrare, nel gennaio 1784, al servizio di Maria Antonietta a Versailles.

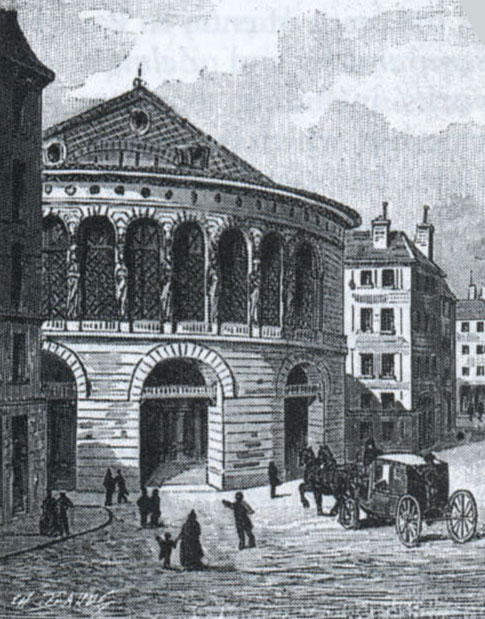
Il Théâtre de Monsieur

 L'impegno di musicista di corte e la possibilità di avere sottomano un'orchestra intensificarono la sua attività compositiva, con la produzione di numerosi concerti per violino e di musica da camera. Dopo un periodo in cui si dedicò verosimilmente alla composizione e all'insegnamento, nel 1789 iniziò per Viotti un'intensa carriera di impresario teatrale, che lo accompagnerà per tutta la vita con esiti non sempre felici: personaggio ben conosciuto negli ambienti importanti della capitale e nome di rilievo al Concert de la Loge Olympique e al Concert spirituel — dove nel 1787 furono presentate due sue Sinfonie Concertanti —, dopo avere tentato di ottenere la direzione dell'Opéra nel 1789 entrò a fare parte della direzione del Théâtre de Monsieur. Grazie al patrocinio del Conte di Provenza e insieme a Léonard Autié, primo parrucchiere della regina, Viotti rese il Monsieur un'istituzione di prestigio e destinata a incidere profondamente nella realtà teatrale della città: con tre compagnie di canto — una per l'opera francese, una per la comédie e il vaudeville, e una per l'opera italiana — e un'orchestra fra le prime della capitale, il teatro difese il valore dell'opera italiana e fu sede di importanti esecuzioni strumentali.

### I periodi inglese e tedesco

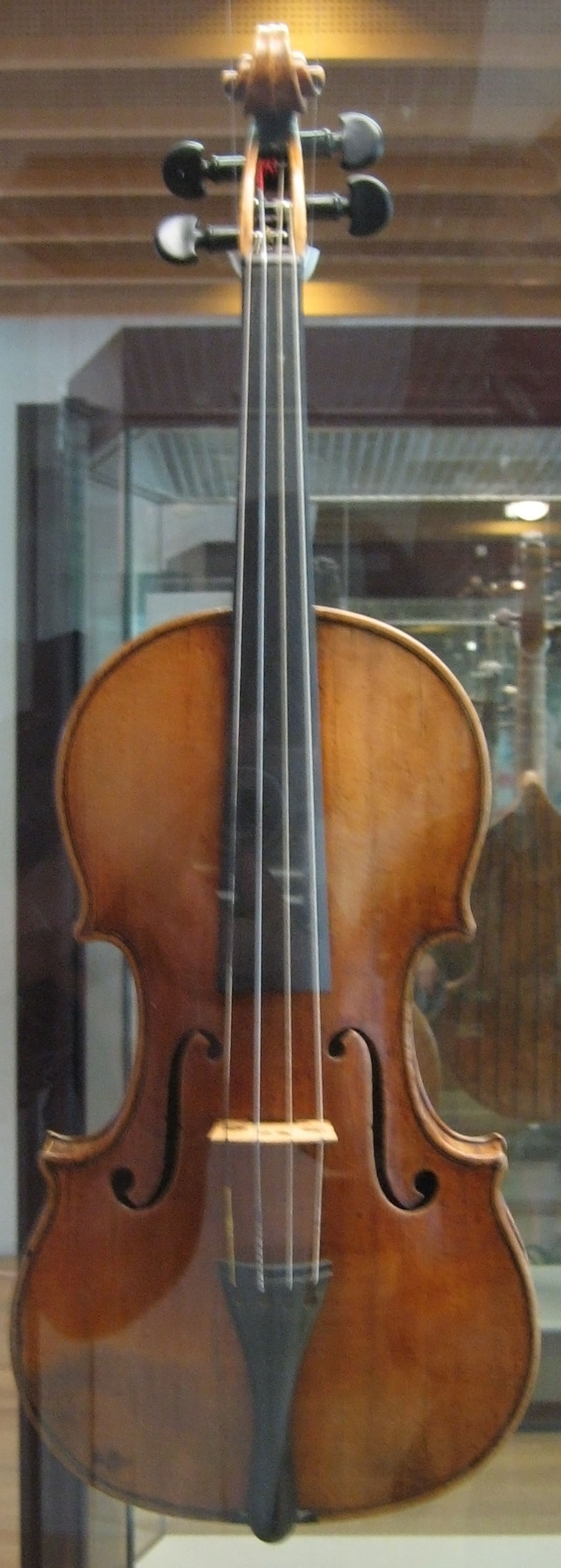
Fotografia di un violino Stradivari: Viotti possedeva lo Stradivari Jupiter costruito nel 1700

A luglio del 1792, travolto dall'incalzare della Rivoluzione e reo di essere amico della regina e straniero, Viotti dovette lasciare la direzione del teatro — che nel frattempo si era trasferita dal palazzo delle Tuileries alla Salle de la Foire de Saint-Germain, prima, e alla Salle de la rue Feydeau, poi — e partire alla volta di Londra.
A Londra Viotti riprese l'attività concertistica, anche grazie alla fama che lo aveva preceduto nel Regno Unito e ai contatti che aveva tenuto con Johann Peter Salomon, impresario lungimirante che fece di tutto per assicurarsi i migliori talenti che venivano da Oltralpe (M.me Mara, J. L. Dussek, N-J. Hüllmandel, F. Janiewicz). Dopo il debutto il 7 febbraio 1793 agli Hanover Square Concerts, Viotti rimase fuori continente fino al 1798, a parte un breve e pericoloso (per via della situazione politica) viaggio a Fontanetto Po nello stesso anno per la morte della matrigna. A Londra legò con William e Margaret Chinnery una stretta e sincera amicizia che durerà per tutta la vita, e si dedicò all'attività concertistica, esibendosi nei più prestigiosi palcoscenici e nei circoli privati più importanti, tra cui quello del principe di Galles. Grazie alla sua aspirazione imprenditoriale nel 1794 ottenne l'incarico di acting manager del King's Theatre (Opera House at Haymarket), assumendosi la responsabilità della programmazione concertistica, e nel 1797 successe a W. Cramer come direttore d'orchestra; in questa sede ebbe modo di entrare in contatto con Franz Joseph Haydn, ai cui benefit concerts suonò più volte. Tuttavia la situazione economica non era delle migliori e Viotti decise di intraprendere, forse su indicazione di W. Chinnery, la via del commercio di vini e liquori, ritenuto più redditizio di altre attività inerenti alla sfera musicale. Per più di un anno Viotti spese le giornate diviso tra il commercio e la musica, dedicando i fine settimana ai Chinnery e ai loro parties musicali.

La frequentazione di luoghi sospetti come la locanda "Crown and Anchor Inn", l'essere stato legato a personaggi simpatizzanti la Rivoluzione e la presenza di lettere che testimoniavano un rapporto ancora frequente con la Francia furono tra le cause che, nel marzo 1798, portarono il governo britannico a espellere Viotti dall'Inghilterra per sospetto giacobinismo. Viotti scrisse una vibrante dichiarazione di protesta sul Times e si imbarcò il 10 marzo per Schenefeld (Pinneberg), nei pressi di Amburgo, dove visse per quasi due anni, rifiutando di esibirsi in pubblico e dedicandosi all'attività di insegnamento e di composizione. In questo periodo, preso dallo sconforto e dalla nostalgia, scrisse il Précis de la vie, scritto autobiografico che affidò a un diplomatico inglese di passaggio per l'Inghilterra e pubblicò i Six duos concertans op. 5 (Böhme), dedicati agli amici Chinnery, frutto «du loisir que le malheur me procure» e «dictés par la peine, d'autres par l'espoir».

Nel luglio 1799 lasciò la Germania e nel 1801 (forse prima) si recò a Londra, dove dedicò le proprie energie esclusivamente al commercio di vini, che lo vide ripetutamente vacillare tra successi e dissesti finanziari; continuò a comporre e suonare negli ambienti privati e per gli amici, ma si ritirò quasi interamente dall'attività concertistica. Viotti ritornò alla vita pubblica solo nel 1813, quando apparve, al fianco di Muzio Clementi e W. Cramer, nella lista dei fondatori della London Philharmonic Society, patrocinata dal duca di Cambridge, suo amico e dedicatario del concerto per violino No. 27. Tuttavia, l'esperienza della Philharmonic si rivelò piuttosto amareggiante e, dopo qualche anno travagliato per l'esclusione dall'incarico di segretario-tesoriere e per i debiti accumulati nell'attività commerciale, tentò ancora la via di Parigi.

### Di nuovo a Parigi

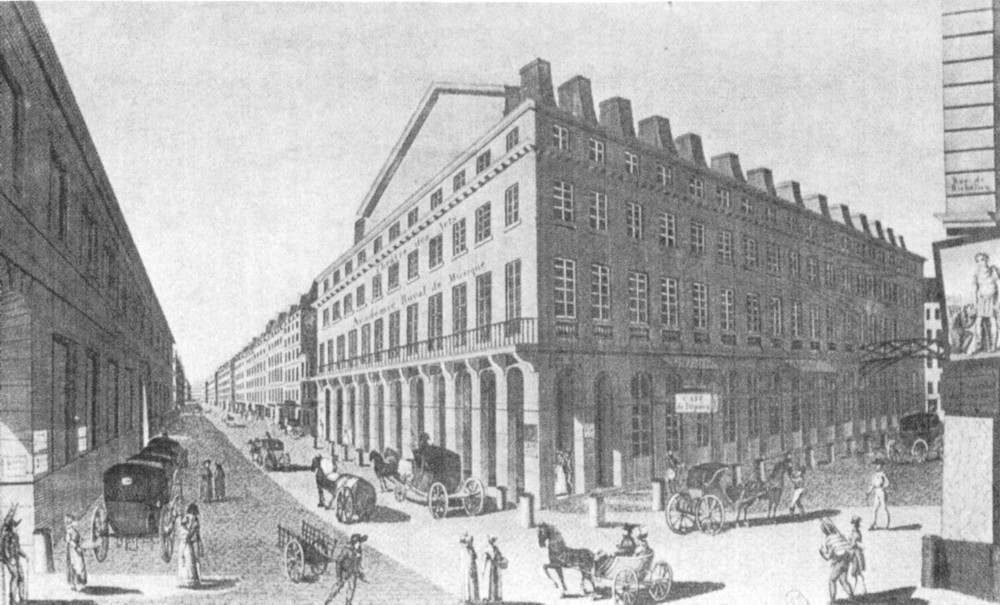
L'Académie Royale de Musique

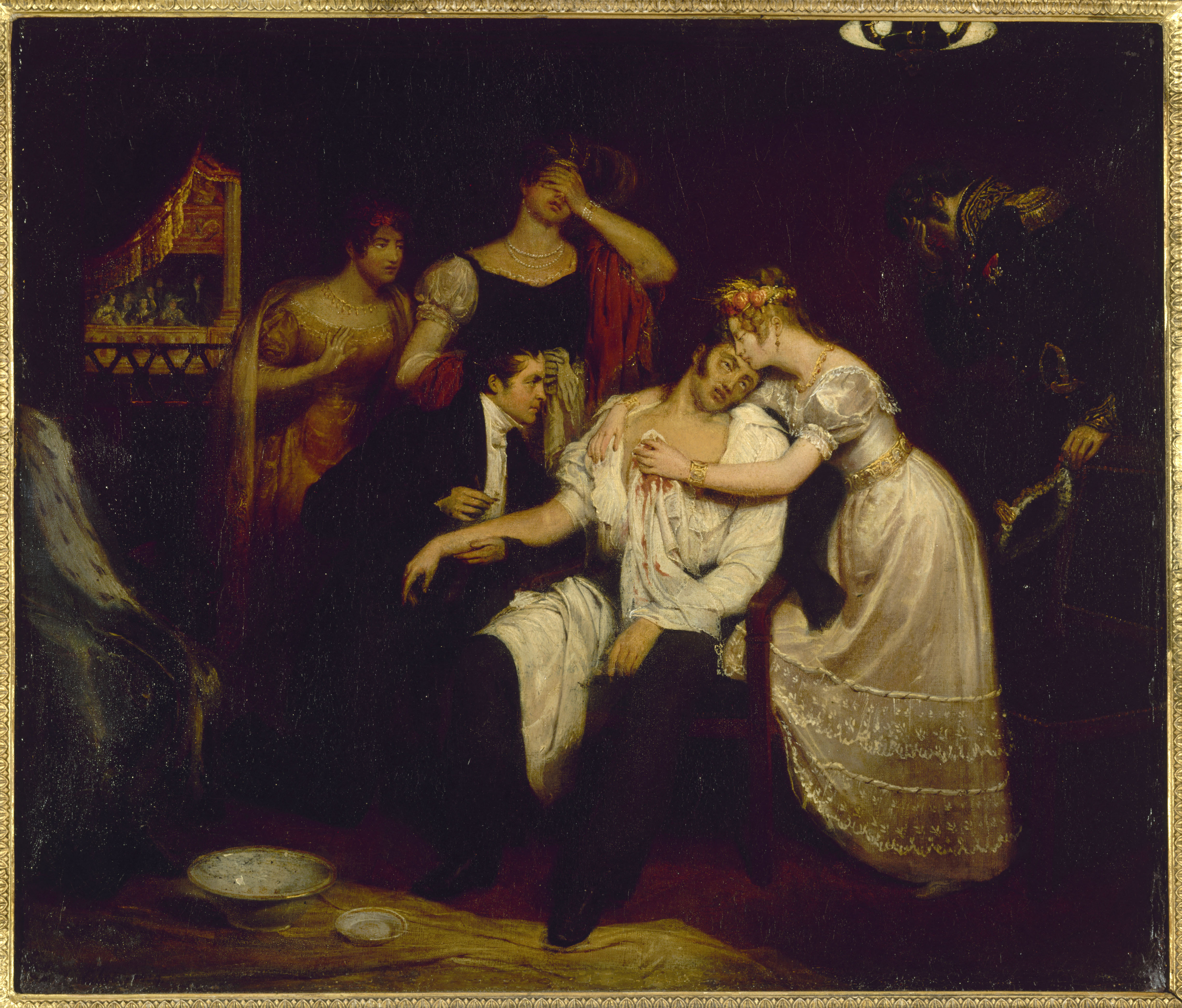
Morte del duca di Berry, dipinto di Édouard Cibot

Nel 1818, grazie a una sua vecchia conoscenza, il Monsieur conte di Provenza ora divenuto Luigi XVIII, rilevò il Théâtre Italien e fu nominato direttore della tanto desiderata Opéra (13 novembre 1819), ben trent'anni dopo dalla sua prima richiesta. Il conferimento di tale incarico dimostra come Viotti continuasse a godere di profondo credito da parte dell'ambiente francese, pur essendo lontano da Parigi. L'onere di amministrare due teatri, entrambi dipendenti dall'Académie Royale de Musique, ma ciascuno dotato di un proprio complesso artistico autonomo, fu per Viotti forse un peso di cui aveva sottovalutato le responsabilità. Oltre a ciò, a meno di quattro mesi dall'incarico, nel febbraio 1820 fu assassinato all'uscita dell'Opéra il duca di Berry, nipote di Luigi XVIII. Viotti era a Londra, «absent pour ses propres affaires», e questo gli provocò le antipatie del pubblico e dei reali. Inoltre la sala Favart, dove l'Accademia si era installata, era troppo angusta e il pubblico non nascondeva il proprio malcontento. Viotti dovette trasferire gli spettacoli da rue de Favart, nella sala del Théâtre Louvois, e in rue Péletier poi. La volontà di ergersi a impresario dovette scontrarsi con una serie di difficoltà materiali quanto artistiche, aggravate dalla contingente situazione politica interna.

### Il ritorno in Inghilterra e la morte
Criticato anche come direttore dell'Italien, nel 1821 abbandonò per sempre l'impresa teatrale per ritornare, nel 1823, a Londra, dai suoi amici Chinnery, e morire l'anno successivo nella loro casa al n. 5 di Barkey Street, in Portman Square. Fu sepolto nel cimitero della parrocchia di St. Marylebone. Successivamente la salma del compositore fu spostata al cimitero di Brockwood, nel Surrey.
Il carisma e, al tempo stesso, la sensibilità musicale che Viotti manifestava si riflettevano nella sfera umana, creando amicizie durature come quelle con i Chinnery e H. de Montgeroult, e molti resoconti dell'epoca ne sottolineano l'idealismo e la lealtà. Viotti non fu certo l'impresario che resistette più a lungo nella memoria dei parigini, ma come virtuoso e compositore riscosse sempre grandi successi, divenendo figura dominante sia nel panorama concertistico che in quello editoriale; i suoi allievi tesero a idealizzarlo e i suoi concerti furono modello artistico per i contemporanei.
La città di Torino nel 1884 gli dedicò una via nel centro della città.

## I violini
Viotti possedette diversi violini costruiti da Antonio Stradivari:
- Jupiter, costruito nel 1700, posseduto e suonato dal 1964 da Arnold Belnick, Los Angeles, California.
- Viotti; ex-Bruce, costruito nel 1709, di proprietà della Royal Academy of Music.
- Marie Hall, costruito nel 1709, ora presso il Chimei Museum.
- Viotti, costruito nel 1712, posseduto dal 1965 da Isaac Hurwitz.
- Viotti; ex-Rosé, costruito nel 1718, attualmente in prestito a Volkhard Steude.
- Dragonetti-Milanollo, costruito nel 1728, attualmente in prestito a Corey Cerovsek.

## Stile e importanza nella storia della musica

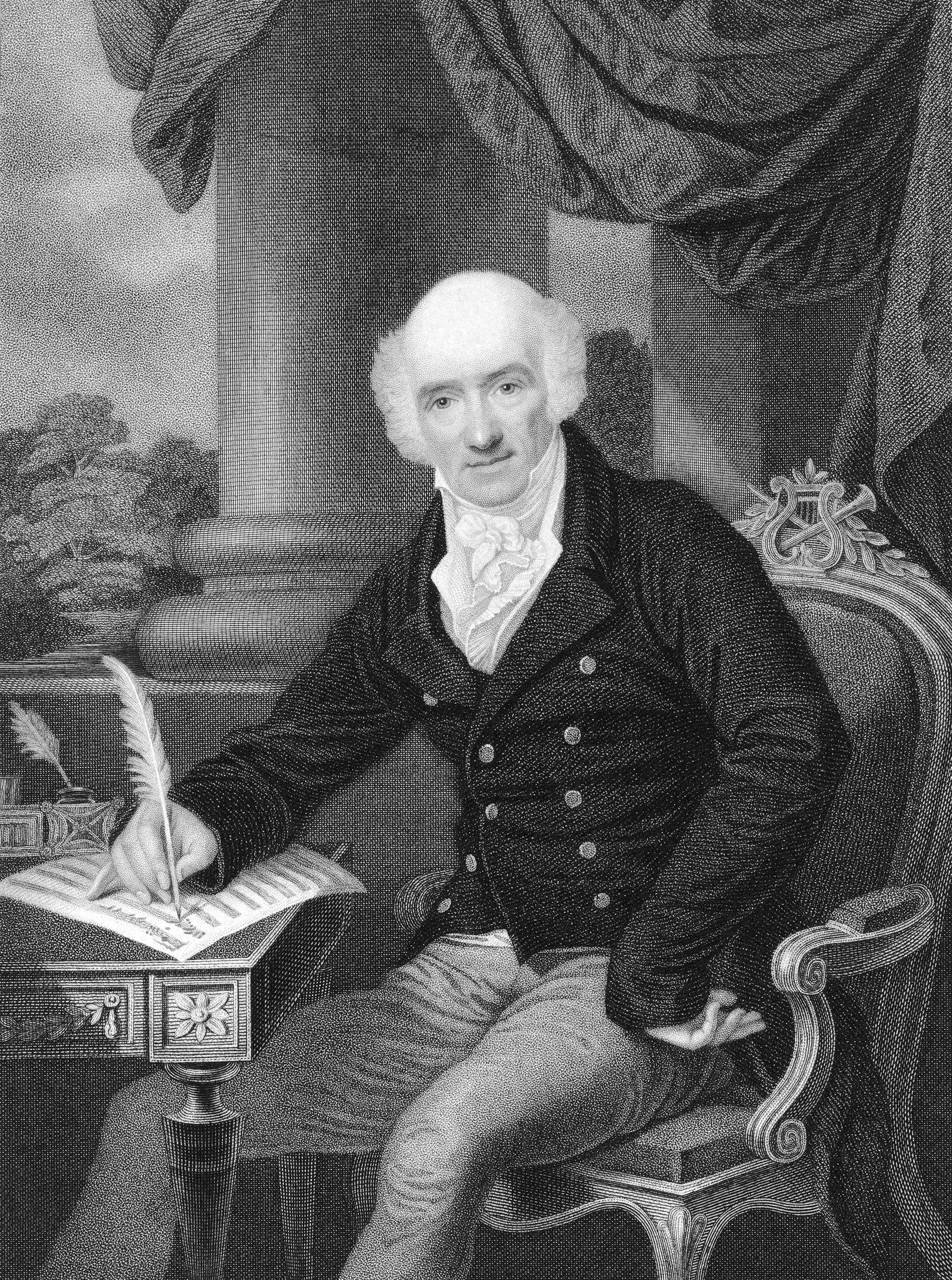
Viotti in un'incisione

Quasi coetaneo di Mozart, che ne conobbe e apprezzò alcune opere, la figura di Viotti è indissolubilmente legata a quella del violino. Figlio della tradizione violinistica italiana (che annoverava già "mostri sacri" quali Corelli, Vivaldi, Locatelli, Tartini), egli divenne emblema e modello della musica francese dell'epoca, in grado di unire i tratti più virtuosistici della tecnica violinistica a una particolare cantabilità specificamente strumentale.
Moltissime sono le testimonianze del tempo che sottolineano come il suo modo di suonare si distinguesse per «the [enchanting] sweetness and perfections of his tones» e a un «degree of power and energy». Sebbene la carriera concertistica pubblica di Viotti fosse durata meno di dieci anni, il suo gusto, il tono, l'esecuzione e l'espressione, nonché un'originale concezione della forma musicale influenzarono un'intera generazione di violinisti e compositori come Rode, Baillot, Kreutzer e Beriot, che ne codificarono gli insegnamenti generando la cosiddetta scuola violinistica francese moderna.

I precetti che egli fissò negli appunti per un metodo per violino furono ripresi nella Méthode de violon di Baillot, Rode e Kreutzer (1803) e in L'art du violon: nouvelle méthode (1834) di Baillot. L'attività esecutiva ispirò in larga misura la produzione compositiva in cui sono evidenziate tutte le potenzialità tecniche ed espressive del violino.

A dispetto del suo interesse impresariale per l'opera, Viotti scrisse pochissima musica vocale: solo alcune arie composte per amici o arrangiate dai suoi concerti per violino per essere utilizzate come inserti operistici.
Il violinista italiano Guido Rimonda ha sostenuto nel 2013 che la melodia della Marsigliese derivi da un identico tema variato in do maggiore di Viotti La data sul frontespizio del manoscritto allegato da Rimonda, 2 marzo 1781, è però contestata come un'aggiunta tardiva;. La contestazione resa il 24 ottobre 2022 risulta incompleta, poiché è stata formulata senza una previa consultazione del manoscritto. Quest’ultimo è stato esposto al pubblico per la prima volta nel 2024, in occasione della mostra “Viotti e Stradivari, la ricerca della perfezione”, organizzata dalla Fondazione Viotti di Vercelli e tenutasi a Vercelli dal 13 aprile al 2 giugno, nel quadro delle celebrazioni per i 200 anni dalla morte del compositore. Durante la mostra, il manoscritto era accompagnato da una perizia chimica, datata 8 marzo 1990, volta a confermare la datazione della carta e dell’inchiostro. La perizia, curata dal Prof. Filippo Perrucci, perito grafologo presso il Tribunale di Bari, ha certificato che il documento musicale è redatto su carta filigranata del XVIII secolo e che l’inchiostro ferrogallico impiegato, incluse data e firma, risale alla stessa epoca.. Questo esame è stato commissionato dal Prof. Gianluigi Marianini di Torino, amico del violinista Guido Rimonda, per fugare ogni possibile dubbio sull’autenticità del manoscritto. Successivamente, nel 1992, il Prof. Marianini ha co-fondato, insieme a Rimonda, l’associazione Camerata Ducale, con l’obiettivo di promuovere e divulgare l’opera di Viotti. Altre variazioni sulla Marsigliese pubblicate nel 1795 a nome di Viotti (tre delle quali coincidenti con quelle del manoscritto), contenute nei Six Quatuors d'airs connus dialogués et variés, appaiono disconosciute da una postilla vergata dal compositore e recante «Je n'ai jamais composé les quatuors ci dessous» («Non ho mai composto i quartetti di seguito»).. È importante notare che la Marsigliese, durante l’epoca napoleonica, era stata bandita, poiché considerata una musica del terrore dallo stesso Napoleone Bonaparte. Nel caso in cui la scritta presente sulla stampa venisse definitivamente riconosciuta come calligrafia di Viotti, è possibile che il compositore non abbia rivendicato la paternità dell’opera per motivazioni politiche ben comprensibili. 

### IConcerti per violino
Il corpus più importante dell'opera di Viotti è formato dai 29 concerti per violino: eccetto il primo (No. 3 in La maggiore), pubblicato a Berlino, i concerti sono scritti tra Parigi e Londra e riflettono l'intero sviluppo artistico e stilistico di Viotti. Dopo il suo arrivo a Parigi, Viotti abbandona i tratti tipicamente ‘galanti’ del primo concerto, per assorbire presto le influenze della musica d'Oltralpe, accentuando i tratti virtuosistici dello strumento solista e incrementando gli elementi drammatici attraverso continui cambi di registro e la ricerca di contrasti.

Gli ultimi sei concerti parigini (14-19), in particolare, dei quali solamente uno in tonalità maggiore, tendono a un afflato pre-romantico e fanno intravedere quella concezione coloristica dell'orchestrazione che si esprimerà al meglio nella produzione londinese. I dieci ultimi concerti della sua produzione (20-29), in maggioranza in tonalità minore, scritti a Londra, riflettono la piena maturità dell'autore: pubblicati spesso posteriormente rispetto alla data di composizione — visto il successo che le relative trascrizioni per pianoforte avevano in Inghilterra — riflettono il gusto del pubblico inglese. In tali concerti, infatti, Viotti cede il passo all'elemento virtuosistico per approfondire altri elementi del discorso musicale, quali una maggior ricercatezza armonica, un allargamento della compagine orchestrale, una predilezione dell'elemento lirico e una sempre più raffinata concezione dell'orchestrazione.

L'elemento drammatico, caratterizzato dall'alternanza Solo-Tutti, si trasfigura in un dialogo più intimo tra i singoli strumenti dell'orchestra e tra questi e il solista. Il trattamento personalizzato di ogni strumento permette a Viotti di codificare differenti topoi dialogici, sondando un'infinita gamma di possibilità espressive che vanno a incidere anche su un'originale concezione della struttura formale. Nel primo movimento di concerto Viotti oscilla spesso tra bipartizione e tripartizione all'interno di una solida struttura a ritornelli, incurante di riprodurre con regolarità determinati schemi formali. Lo sviluppo è luogo dove esibire passaggi di bravura, in antitesi con l'atmosfera assertiva dell'esposizione, e la ripresa, che spesso capovolge l'ordine di presentazione dei temi, è sovente accorciata. Meno preoccupato dello sviluppo motivico come principio strutturale e unitario di un brano, Viotti concentra il proprio interesse sulle possibilità eloquenti che alcuni elementi strutturali possono produrre. Il tema, invece di essere sviluppato motivicamente, viene per di più elaborato al fine di accentuarne l'efficacia espressiva; Viotti manipola gli inserti tematici tra una sezione e un'altra, aumentandoli e diminuendoli, cambiandone la posizione o eliminandoli. La punteggiatura, l'elemento dialogico e la tessitura concorrono a regolare l'andatura del brano, che si modella sui continui rapporti di tensione del ‘gesto retorico’.

I tempi lenti centrali (spesso nella forma AABA) si caratterizzano sovente per lo stile di Romanza, in cui l'elemento lirico del solista, spesso struggente e appassionato, viene evidenziato grazie a una sapiente coloratura dell'orchestra. La combinazione di elementi eruditi e popolareggianti sono peculiari dei movimenti finali (spesso in forma Rondò): tra ritmi di danza e arditi passaggi virtuosistici, Viotti esaspera il dialogo e il contrappunto tra solista e i componenti l'orchestra, conferendo un sapore drammatico a tutto il brano per mezzo di audaci modulazioni, contrasti tonali e passi di carattere eroico affidati al Tutti.
I concerti per violino di Viotti influenzeranno definitivamente tutta la letteratura violinistica posteriore, di stampo romantico. Tra i compositori più famosi, si possono riscontrare fortissime influenze viottiane nei concerti per violino di Niccolò Paganini: il secondo movimento del suo Secondo Concerto, per esempio, inizia in maniera quasi identica al secondo movimento del Concerto n. 24 di Viotti. Echi della cantabilità malinconica di Viotti, oltre che della sua scrittura violinistica, sono particolarmente evidenti anche nei concerti per violino di Beethoven e di Brahms. Di quest'ultimo, in particolare, è rimasto famoso un commento entusiasta riguardo al Concerto n. 22 in la minore di Viotti, di cui il compositore tedesco disse: "Questo Concerto... è un pezzo magnifico, di mirabile libertà d'invenzione; sembra che sia improvvisato e invece è tutto magistralmente pensato e realizzato." Proprio a partire dalla cerchia musicale di Brahms questo concerto fu reso popolare, grazie alle esecuzioni del grande violinista József Joachim.

### La musica da camera

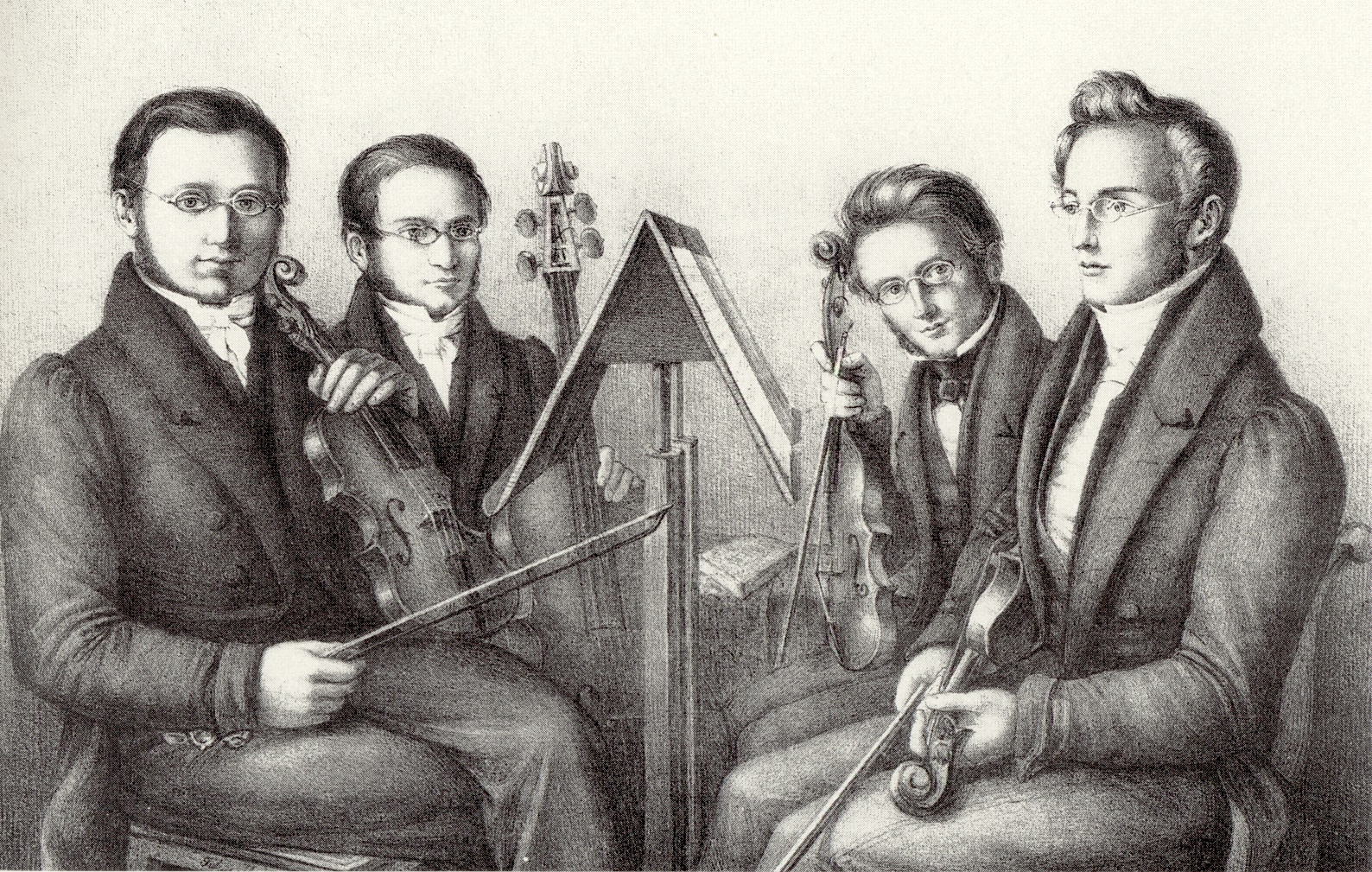
Un quartetto d'archi del XIX secolo

La predilezione del gesto retorico caratterizza anche la produzione quartettistica: se il primo violino spicca sovente per brillantezza e agilità virtuosistica, tuttavia i quartetti si rifanno alla ricca eredità strumentale italiana del quartetto concertante; pur con le dovute differenze tra opere giovanili e mature — soprattutto per quanto riguarda la tecnica della frase — Viotti non cede al modello del concerto per violino mascherato (Quatuor Brilliant), privilegiando l'elemento dialogico tra gli strumenti, principalmente nella forma ‘a duetto’. Ben elaborata è l'idea di socialità che Viotti tende a far emergere tra i quattro strumenti, grazie al principio di una conversazione non intesa solo in termini di distribuzione del materiale tematico ma supportata dall'utilizzo coloristico della tessitura, al fine di esplorare tutte le più variegate possibilità espressive e retoriche del medium.

Gli altri generi musicali presenti nella produzione di Viotti (i Trii per 2 violini e violoncello, i Duetti per violino, le sonate per violino o per pianoforte con accompagnamento), composti primariamente come musica da camera per circoli di amatori e spesso riarrangiati nelle forme più varie, si rivelano talora alquanto maturi, con passaggi tecnici degni di nota e una rilevante ricercatezza tematica e di sonorità d'insieme.

## Opere
(W: numero tratto dal catalogo delle opere di Chappell White, 1985; cfr. Bibliografia)

### Musica vocale per Soprano e Pianoforte
- Au fond d'une sombre vallée, cantata, WVII:1, L. 1804, F-Pc (F-Pn);
- Gli Zingarelli, Aria «composée pour Mad.me [Élisabeth Vigée] Lebrun», WVII:2, L. 1802, F-Pc;
- Les Souvernirs (Assis auprès d'une fontaine), Aria, WVII:3, P. 1784; L. May 1803, F-Pc;
- Privez l'amour, Aria, WVII:4, L. 1817, F-Pc;
- C'est la verdure (S. Segur), romanza, WVII:5, F-Pc;
- Dis moi ce que j'éprouve (E. Vigée-Le Brun), romance, WVII:6, 1802, F-Pc;
- Vo triste tacito, dedicata a M. Chinnery, canzonetta, WVII:7, Gilwell House 5 Dec. 1804, F-Pc;
- Nous nous croyons heureux, Aria, WVII:8, P. 1814, F-Pc;
- O cara semplicità, Aria, WVII:9, L. 1812, F-Pc;
- Stanco di pascolar, Aria, WVII:10, L. [?], F-Pc;
- J'amais, j'étois aimé, Aria, WVII:11, F-Pc;
- Ah, rammenta, o bella, Aria, WVII:12, L. 1804, F-Pc;
- Che gioia che contento, Aria polacca (adatt. del V.-Konz. WI:2, III mov. per Le nozze di Dorina di Sarti), WVII:1a, P. 1791;
- Consola, amato bene, Aria (adatt. del V.-Konz. WI:3, III mov. per Una cosa rara di Martín y Soler), WVII:2a, [circa 1791], F-Pc.

### Musica strumentale
- Opere orchestrali
  - Sinfonie concertanti
    - 1re Symphonie Concertante, in Fa maggiore 2 V., 2 Ob. u. 2 Hn. ad lib., Str., WI:30, P. 1787;
    - 2me Symphonie Concertante, in Si bemolle maggiore 2 V., Fl., 2 Ob. u. 2 Hn. ad lib., Str., WI:31, P. 1788;
    - Concertante... arrangé sur le 3me concerto de violon, in La maggiore 2 Fl., Str., 2 Ob., 2Hn. (adatt. del V.-Konz. WI:3), WIa:19, P. circa 1788.

  - Concerti per violino e orchestra
    - Concerto n. 1 in Do maggiore, P. 1782 (WI:1);
    - Concerto n. 2 in Mi maggiore, dedicato a L.-A.-C. Rohan-Guémenée, P. 1782 (WI:2);
    - Concerto n. 3 in La maggiore, Bln. 1781; mit neue II mov., P. 1782 (WI:3);
    - Concerto n. 4 in Re maggiore, P. 1782 (WI:4);
    - Concerto n. 5 in Do maggiore, P. 1782 (WI:5);
    - Concerto n. 6 in Mi maggiore, P. 1782 (WI:6);
    - Concerto n. 7 in Si bemolle maggiore, dedicato a M. Soltikov, P. circa 1783-86 (WI:7);
    - Concerto n. 8 in Re maggiore, P. circa 1783-86 (WI:8);
    - Concerto n. 9 in La maggiore, P. circa 1783-86 (WI:9);
    - Concerto n. 10 in Si bemolle maggiore, P. circa 1783-86 (WI:10);
    - Concerto n. 11 in La maggiore, P. 1787 (WI:11);
    - Concerto n. 12 in Si bemolle maggiore, P. 1787-88 (WI:12);
    - Concerto n. 13 in La maggiore, P. 1788 (WI:13);
    - Concerto n. 14 in la minore, P. circa 1788-89 (WI:14);
    - Concerto n. 15 in Si bemolle maggiore, P. circa 1788-89 (WI:15);
    - Concerto n. 16 in mi minore, P. circa 1789-90. Mozart scrisse le parti orchestrali di timpani e trombe per il I e il III movimento, k470a (WI:16);
    - Concerto n. 17 in re minore, P. circa 1790-91 (WI:17);
    - Concerto n. 18 in mi minore, P. circa 1790-93 (WI:18);
    - Concerto n. 19 in sol minore, P. 1791; revisione di Viotti, P. 1818 (WI:19);
    - Concerto n. 20 in Re maggiore, 1792-95, L. 1795 (WI:20);
    - Concerto n. 21 in Mi maggiore, 1792-97, P. circa 1802 (WI:21);
    - Concerto n. 22 in la minore, 1793-97, P. circa 1803 (WI:22);
    - Concerto n. 23 in sol maggiore, 1793-94, P. circa 1804 (WI:23);
    - Concerto n. 24 in si minore, 1793-97, P. circa 1805 (WI:24);
    - Concerto n. 25 in la minore, 1795-96, P. circa 1806 (WI:25);
    - Concerto n. 26 in Si bemolle maggiore, 1793-97, P. circa 1808 (WI:26);
    - Concerto n. 27 in Do maggiore, dedicato al duca di Cambridge, 1794-96, P. circa 1815 (WI:27);
    - Concerto n. 28 in la minore, dedicato a J.-A.-B. Law, 1803-12, P. circa 1823 (WI:28);
    - Concerto n. 29 in mi minore, dedicato a W. B. e M. Chinnery, 1801-17, P. circa 1824 (WI:29).

  - Concerti per violoncello e orchestra
    - Concerto per violoncello con violini, viola, oboe, corni e basso, C/Do maggiore, WId:1, I-Fc (duefelhalft) Flz., hrsg. von I. Gomez, 1968.

  - Concerti per flauto e orchestra (adattamento dai concerti per violino)
    - Concerto de J. B. Viotti arrangé pour la flûte... par C. Fuerstenau, e/Mi minore, (V.-Konz. WI:16), WIa:17, Offenbach 1802;
    - Nouveau concerto de J. B. Viotti arrangé pour la flûte... par C. Devienne, G (V.-Konz. WI:23), WIa:18, Offenbach 1804.

  - Concerti per pianoforte e orchestra (adattamento dai concerti per violino)
    - adatt. di M.me de Montgéroult del WI:6 = WIa:1, in Mi bemolle maggiore, P. 1787;
    - adatt. di L.W. Lachnith del WI:10 = WIa:2, in Si bemolle maggiore, P. 1787; 1789;
    - adatt. di T. Latour del WI:9 = WIa:3, in La maggiore, P. circa 1788-89; 1796;
    - Konzert No.4 (mancante), WIa:4, P. circa 1790;
    - adatt. di J.L. Dussek del WI:13 = WIa:5, in La maggiore P. 1791;
    - adatt. di L. Adam del WI:17 = WIa:6, in Re minore, P. circa 1792;
    - adatt. di J.L. Dussek del WI:23 = WIa:7, in Sol maggiore, L. circa 1795-96;
    - adatt. di I. Hüllmandel del WI:20, II mov. = WIa:8, D/Re maggiore, L. 1795;
    - adatt. di D. Steibelt del WI:19 = WIa:9, in Sol minore, P. circa 1797;
    - adatt. di J.L. Dussek del WI:25 = WIa:10, in La maggiore L. 1796;
    - adatt. di I. Hüllmandel del WI:10, I mov.; WI:14, II mov.; WI:12, III mov. = WIa:11, in Sol maggiore, L. 1803;
    - adatt. di N. Isouard del WI:21 = WIa:12, in Mi maggiore, P. u. L. circa 1803;
    - adatt. di J.B. Cramer del WI:27 = WIa:13, in Do maggiore, L. 1813;
    - adatt. di Viotti del WI:24, I u. III mov. = WIa:14, in Si minore, F-Pc (1801);
    - adatt. di D. Steibelt del WI:130 = WIa:15, in Fa maggiore P. circa 1790;
    - adatt. di Viotti del WI:31, I u. III mov., WIV:24, II mov. = WIa:16, in Si bemolle maggiore F-Pc;
    - adatt. di L.W. Lachnith del WI:3, I u. III mov. = WIa:20, in La maggiore P. circa 1782-86.

### Musica da camera
- Quartetti per due violini, viola e violoncello
  - Six quatuors concertants... dédiés a son Altesse Royale Madame La Princesse de Prusse, A, C, Es, B, Es, E, op.1, WII:1-6, P. 1783-85;
  - Six quatuors concertants..., A, C, F, B, Es, E, op.3, WII:7-12, P. 1782-86;
  - Trois quatuors concertans... Dédiés à son frère A.[ndré] Viotti, F, B, G, WII:13-15, P. 1817;
  - Three Quartetts... Dedicated to Philip Cipriani, F./V., V., Va., Vc, b, c, Es, op.22, WII:16-18, L. 1801-06;
  - Six quatuors d'airs connus, dialogués et variés..., op.23, WIId:1-6, [ca. 1794-1802; opera spuria: sono di Viotti solo le due Polonaises];
  - Quatuor..., g, adatt. del V.-Konz. WI:19 = WIIa:1, P. circa 1816;
  - Quatuor..., e, adatt. del V.-Konz. WI:18 = WIIa:2, P. circa 1818;
  - Trois Quatuors... 2me livre, adatt. del WIV:22-24 = WIIa:3-5, Leipzig 1809.
- Trii per due violini e violoncello
  - Six trios concertans... dédiés au Célèbre Pugnani, A, E, C, G, B, A, op.2, WIII:1-6, P. 1783-86;
  - Three Trios..., dedicati a J.Ch. Hankley, A, d, D, WIII:7-9, L. 1796;
  - Trois trios..., Es, g, D, op.16, WIII:10-12, P. circa 1801-02;
  - Trois trios..., A, E, G, op.17, WIII:13-15, P. circa 1802;
  - Trois trios..., b, D, B, op.18, WIII:16-18, P. 1804;
  - Trois trios..., B, a, E, op.19, WIII:19-21, P. circa 1808.
- Duetti per due violini
  - Six duos concertans..., Ier liv., Es, B, E, D, C, A, WIV:1-6, P. 1789;
  - Six duos concertans..., 2e livre, B, C, G, D, a, D, WIV:7-12, P. circa 1789-90;
  - Six duos faciles..., 3e livre, C, G, D, F, c, B, WIV:13-18, P. circa 1796;
  - Six duos concertans..., A, e, B, f, C, E, op.5, dedicati a W.B. e M. Chinnery, WIV:19-24, [ca. 1797-98] Hamburg 1799;
  - Trois duos..., C, A, F, op.18, dedicati a J. Ch. Hankey, WIV:25-27, P. u. L. 1803;
  - Hommage à l'amitié. Three Duetts Concertante..., B, g, E, dedicati a J. Cary, WIV:28-30, L. circa 1803;
  - Three Duets Serenatas..., Book 1-2, A, D, G, Es, G, a, op.23, dedicati al duca di Cambridge, WIV:31-36, L. circa 1804;
  - Trois duos concertans..., adatt. del WIII:7 = WIVa: 3; WIII:8 = WIVa:2; WIII:9 = WIVa:1, P., circa 1796-97;
  - Six Duets Concertanti..., adatt. del WIV:37-42 = WIVa:4-9, L. circa 1800;
  - Trois duos pour deux violons... op. 19, adatt. del WII:16-18 = WIVa:10-12, P. circa 1806-07;
  - Trois grands duos concertans... op. 20, adatt. del WIII:13-15 = WIVa:13-15, P. circa 1809;
  - Trois grands duos concertans... op. 21, adatt. del WIII:16-18 = WIVa:16-18, P. circa 1809;
  - Trois grands duos concertans... op. 22, adatt. del WIII:19-21 = WIVa:19-21, P. circa 1812-13.
- Duetti per due violoncelli
  - Six Duets Concertanti..., D, A, c, a, G, E, op.6, Book. 1-2, dedicati a J. Crosdill, WIV:37-42, L. circa 1798-99.
- Opere per violino
  - Six sonates pour violon et basse, E, A, D, B, E, B, op.4, WV:1-6, P. circa 1788;
  - Six sonates..., IIe livre, A, E, B, E, G, c, WV:7-12, P. circa 1789-92;
  - Trois nouvelles sonates..., 3e livre, e B, A, WV:13-15, P. circa 1809-16;
  - Recueils d'airs connus et variés..., WV:16-18, P. circa 1788; «Arietino l'Amico», B, Arietta perV. u. Kl., WV:22, F-Pc;
  - Duetto a un violino solo... per il suo amico Cherubini, WV:23, P. 15 March 1821, US-NYpm;
  - Per rimediar la colpa, V. solo u. Kl., E, WV:24, F-Pc;
  - Trois divertissemens... dédiés à son ami L. Duport, V. u. Kl., adatt. del WV:19-21 = WVa:7-9, P. circa 1818, F-Pc;
  - Andante et rondo..., V. u. Kl., adatt. del WI:19 = WVa:16, P. circa 1823, F-Pc.
- Opere per violoncello
  - Trois divertissemens..., Vc. u. Kl., a, F, D, dedicati a J.-L. Duport, WV:19-21, P. circa 1818.
- Opere per tastiera
  - Trois sonates..., Kl., V. u. Vc., B, G, Es, dedicate a E. Marshall, op.15, WVI:1-3, P. circa 1801-02;
  - Three Sonatinas..., Kl., V. u. Vc., C, B, Es, op.7, WVI:4-6, L. circa 1802;
  - Serenata. Chi sa se non divertirà La Padrona!, Kl., V. obbl., Vc., WVI:7, F-Pc;
  - Sonate..., Kl., V. u. Vc.,, B, WVI:8, P. circa 1791-92.
- Altre opere
  - Grand Sonata for Harp with Accompaniment for a Violin (ad libitum), B, dedicata a S. Dunmore, WVI:9, L. 1811; Suite in D, Str., WVIII:1, F-Pc [V. u. Vc. parts complete, II V. u. II Vc. incomplete];
  - Due Canoni, 2 V.? u. Kl., WVIII:2, F-Pc;
  - frammenti autografi e ms. incompleti in F-Pc;
  - Meditazione in preghiera, Vl. u. Orch., [opera dubbia].

## Scritti
- Mémoire au Roi, Concernant l'Exploitation du Privilège de l'Opéra, demandé par le Sieur Viotti, P. 29 April 1789, F-Pc;
- Précis de la vie de J.B. Viotti depuis son entrée dans le monde jusqu'au 6 mars 1798, 23 March 1798, Viotti Papers, GB-Lcm;
- Opinion sur la manière d'enseigner et d'apprendre à jouer du violon, frammento, facs. in: F.-A. HABENECK: Méthode théorique et pratique de violon, P. circa 1835.